# La Pimpinela Escarlata
La Pimpinela Escarlata (en inglés: The Scarlet Pimpernel) es una novela de capa y espada, obra de Emma Orczy, baronesa británica de origen húngaro. Escrita como una obra de teatro en 1903, se publicó en forma de libro en Londres, en 1905. Su autora emigró desde Hungría cuando era pequeña junto con sus padres y posteriormente escribió docenas de libros, pero fueron precisamente estas novelas las que la inmortalizaron.[cita requerida]

La novela fue escrita después de que la obra teatral del mismo título disfrutara de una larga trayectoria en Londres, habiéndose inaugurado en Nottingham en 1903. Transcurre durante el Reinado del Terror de la Revolución Francesa. El título se refiere al nom de guerre del héroe y protagonista, un caballero inglés que rescata aristócratas antes de que sean pasados por la guillotina. 

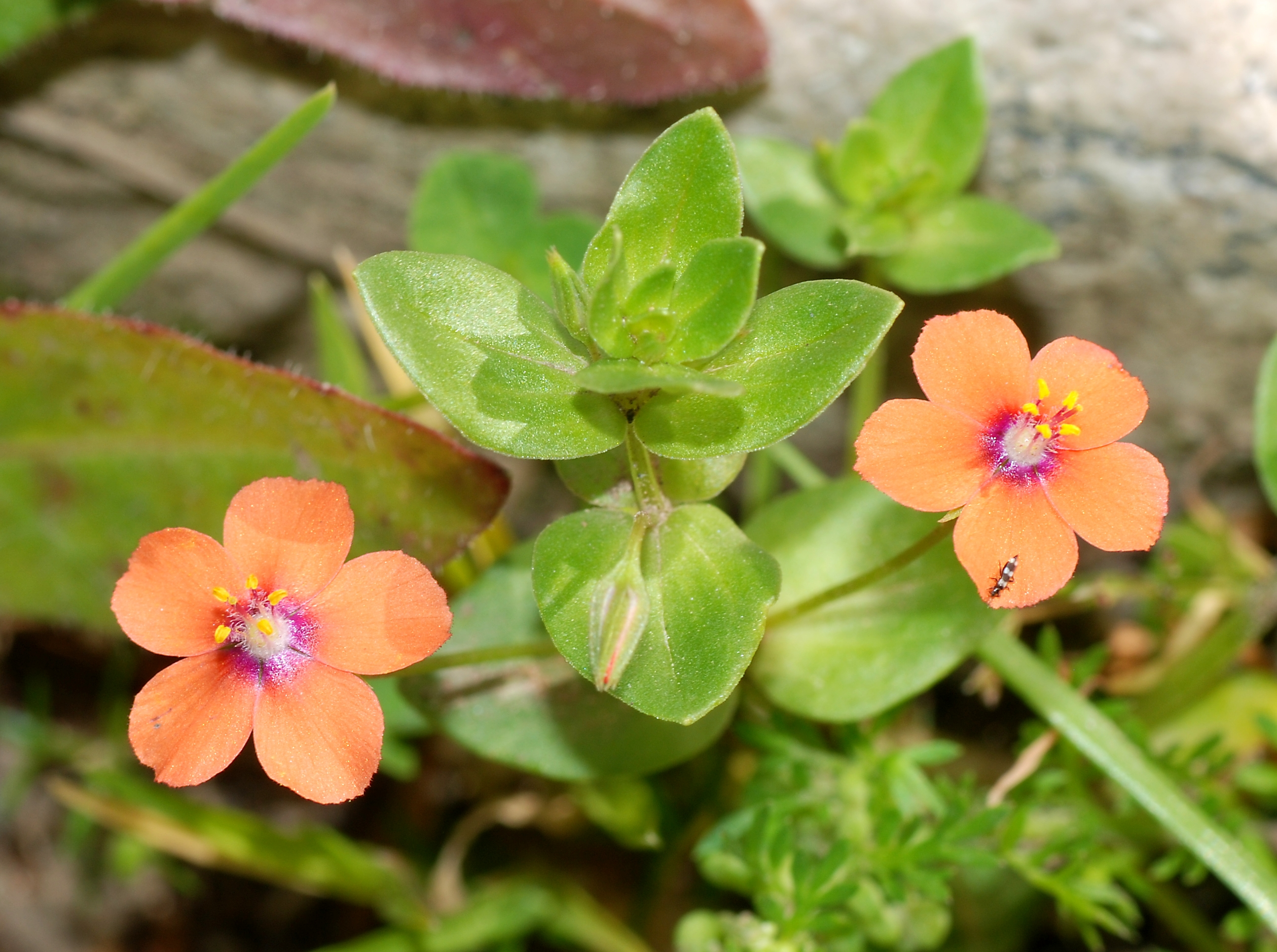
Una pimpinela escarlata (Anagallis arvensis)

El protagonista de la historia es Sir Percy Blakeney, conocido en la sociedad británica georgiana como un petimetre interesado más en sus ropajes que en cualquier otra cosa. Sin embargo, lleva una vida doble como «la Pimpinela Escarlata», salvador de aristócratas e inocentes durante el Reinado del Terror de la Revolución francesa. El grupo de caballeros que le asiste son los únicos que conocen su identidad secreta. Se le conoce por su símbolo, una flor simple, la pimpinela escarlata (Anagallis arvensis). Percy se siente traicionado por su esposa, la actriz francesa Marguerite St. Jus, y es perseguido por el agente republicano francés Chauvelin.[cita requerida]
Estrenada en el New Theatre en los Teatros del West End de Londres el 5 de enero de 1905, la obra se convirtió en una de las favoritas del público británico, con más de 2,000 funciones, llegando a ser uno de los espectáculos más populares presentados en Gran Bretaña. 
La autora narró las aventuras del héroe en secuelas como The Elusive Pimpernel (1908) y The Way of the Scarlet Pimpernel (1933). En versiones cinematográficas, Leslie Howard interpretó a Sir Percy en The Scarlet Pimpernel (1934), Barry K. Barnes interpretó al personaje en The Return of the Scarlet Pimpernel  (1938), y David Niven interpretó el papel en El libertador (1954).
La premisa de Orczy de un héroe audaz que mantiene una identidad secreta bajo el disfraz de una persona mansa o inepta se ha mostrado perdurable. El Zorro, the Shadow, the Spider, The Phantom, Superman y Batman habrían de seguir la misma fórmula unas pocas décadas después y el tropo sigue siendo popular en las series de ficción en la actualidad. La Pimpinela forma así parte de una larga línea de héroes literarios y de cómics con «doble identidad», como don Diego de la Vega/El Zorro, de Johnston McCulley; don César de Echagüe/El Coyote, de José Mallorquí, y muchos otros.
Se han apodado con el mote de la Pimpinela Escarlata o parecidos personas que han salvado a otros en circunstancias políticamente comprometidas. Tal es el caso del Reverendo Donald Caskie (apodado el Tartan Pimpernel, "Pimpinela de tartán"; 1902-1983), Varian Fry (apodado el American Pimpernel, "Pimpinela americano"; 1907-1967), monseñor Hugh O'Flaherty (apodado The Scarlet Pimpernel of the Vatican, "La pimpinela escarlata del Vaticano") y los diplomáticos suecos Raoul Wallenberg y Harald Edelstam (apodado The Black Pimpernel, "La pimpinela negra").[cita requerida]
Tanto Walter Sisulu como Nelson Mandela han sido también llamados The Black Pimpernel (La pimpinela negra).

## Trama
La Pimpinela Escarlata está ambientada en 1792, durante las primeras etapas de la Revolución francesa. La bella actriz francesa Marguerite St. Just es la esposa del adinerado petimetre inglés Sir Percy Blakeney, un baronet. Antes de su matrimonio, Marguerite había tomado venganza del marqués de St. Cyr, quien había ordenado que golpearan a su hermano por su interés romántico en la hija del marqués, lo que tuvo como consecuencia no intencionada que el marqués y sus hijos fueran enviados a la guillotina. Al enterarse, Percy se distancia de su esposa. Marguerite, por su parte, se muestra desilusionada con el estilo de vida superficial y dandi de Percy. 
Entretanto, la «Liga de la Pimpinela Escarlata», una sociedad secreta compuesta por veinte aristócratas ingleses, «uno que da las órdenes y diecinueve que obedecen», se dedica a rescatar a sus homólogos franceses de las ejecuciones diarias del Reino del Terror. El líder de la sociedad, el misterioso Pimpinela Escarlata, toma su alias de la pequeña flor roja que dibuja en los mensajes que deja. A pesar de ser la comidilla de la sociedad londinense, solo sus seguidores y posiblemente el Príncipe de Gales conocen su verdadera identidad. Como tantos otros, Marguerite se encuentra fascinada por las intrépidas hazañas de la Pimpinela. 
En un baile al que asisten los Blakeney, Percy recita un verso sobre el «esquivo Pimpinela» que hace las rondas y divierte a los demás invitados. Mientras tanto, Marguerite empieza a ser chantajeada por el ciudadano Chauvelin, el nuevo y taimado enviado francés en Inglaterra: Los agentes de Chauvelin han robado una carta que demuestra que su amado hermano Armand es un aliado de la Pimpinela. Chauvelin le ofrece la vida de Armand a cambio de su ayuda contra la Pimpinela. Desdeñando a su marido aparentemente tonto y nada amoroso, Marguerite decide no acudir a él en busca de ayuda o consejo. En cambio, comparte información que le permite a Chauvelin descubrir la verdadera identidad del Pimpinela. 
Esa misma noche, Marguerite finalmente le cuenta a su esposo del terrible peligro que amenaza a su hermano y le ruega su ayuda. Percy le promete salvarlo. Después de que Percy se marcha inesperadamente a Francia, Marguerite descubre para su horror (y a la vez para su deleite) que Percy es la Pimpinela, quien se ocultaba detrás de la personalidad de un obtuso y tonto petimetre para engañar al mundo. No se lo había contado a Marguerite porque le preocupaba que ella lo traicionara, como lo había hecho con el marqués de St. Cyr. Desesperada por salvar a su marido, decide seguir a Percy a Francia para advertirle que Chauvelin conoce su identidad y sus propósitos. Convence entonces a sir Andrew Ffoulkes de que la acompañe, pero debido a la marea y el clima, ni ellos ni Chauvelin pueden partir de inmediato. 
En Calais, Percy se acerca abiertamente a Chauvelin en el Chat gris, una posada decrépita cuyo dueño trabaja para Percy. A pesar de los esfuerzos de Chauvelin, el inglés logra escapar ofreciéndole a Chauvelin una pizca de rapé, que resulta ser pimienta pura. Ejecutando un audaz plan justo bajo las narices de Chauvelin, Percy rescata al hermano de Marguerite, Armand, así como al conde de Tournay, padre de un amigo de la escuela de Marguerite. Marguerite sigue a Percy hasta el final, decidida a advertirle o a compartir su destino. Percy, completamente disfrazado, es capturado por Chauvelin, quien no lo reconoce, por lo que consigue escapar. 
Con el amor y el coraje de Marguerite ampliamente demostrados, la pasión de Percy es reavivada. De regreso a salvo a bordo de su goleta, el Day Dream, la pareja felizmente reconciliada regresa a Inglaterra. Entretanto, sir Andrew se casa con la hija del conde, Suzanne.

## Importancia literaria
El personaje principal, Sir Percy Blakeney, un adinerado petimetre inglés que se transforma en un espadachín formidable y un escapista de ágil mente, se convirtió en el prototipo del «héroe con una identidad secreta» en la cultura popular, un tropo que habría de aparecer en numerosas creaciones literarias posteriores, tales como Don Diego de la Vega (El Zorro), Kent Allard / Lamont Cranston (La sombra) o Bruce Wayne (Batman). La Pimpinela Escarlata exhibe características que se convertirían en convenciones estándar en las historias superhéroes, incluyendo el uso de disfraces, el uso de una arma distintiva (espada), la habilidad de derrotar a los enemigos con astucia e ingenio, y el uso de un símbolo o tarjeta de presentación (dejando una pimpinela escarlata en cada de sus intervenciones). Al atraer la atención sobre su alter ego, Blakeney se esconde detrás de su cara pública como un playboy petulante de pensamiento lento, y también establece una red de ayudantes, La Liga de la Pimpinela Escarlata, quienes lo ayudan en sus esfuerzos.Una técnica argumental de la Pimpinela también utilizada por algunos superhéroes es el «triángulo amoroso» falso, en el que una mujer se debate entre la atracción por su sobrio marido y el apuesto héroe, aunque en realidad son el mismo hombre. El cocreador de Marvel, Stan Lee, declaró: «La Pimpinela Escarlata fue el primer superhéroe sobre el que leí, el primer personaje al que se le podía llamar superhéroe».
Se considera que el éxito popular de la novela ocurre gracias al mito del héroe aristocrático que lleva una doble vida, junto con la historia de amor y el conflicto de lealtades. Dugan afirma que «detrás de las pelucas y los puños de encaje de Malinas se esconde una historia humana duradera de amor, malentendidos, conflictos de lealtades, valentía audaz y una doble vida dramática», y que esto es parte importante de la perdurable popularidad de la historia. Otro aspecto al que se le atribuye es el «carácter inglés» del héroe en una época en que el Imperio británico había empezado a encogerse.

## Publicación

### Publicación inicial
Orczy escribió el manuscrito original de la obra de teatro La Pimpinela Escarlata en cinco semanas durante lo que ella describió como «la época más feliz de su vida». Fue rechazado por la mayoría de las editoriales de Londres, a pesar de los éxitos anteriores de sus novelas de detectives de sillón, principalmente The Old Man in the Corner (El viejo en el rincón), que apareció por primera vez en la revista literaria The Royal Magazine en 1901 en una serie de seis «Misterios de Londres». Con el tiempo, un amigo puso a Orczy en contacto con los actores Fred Terry y Julia Neilson, que querían una nueva obra de teatro romántica. La Pimpinela Escarlata fue producida y adaptada por Neilson y Terry, y se estrenó el 15 de octubre de 1903 en el Theatre Royal de Nottingham sin constituir un éxito. Terry, sin embargo, tenía confianza en la obra y, tras reescribir un último acto, la llevó al West End de Londres, donde se estrenó en el New Theatre el 5 de enero de 1905. El estreno de la producción londinense fue recibido con entusiasmo por el público, si bien la crítica consideró que la obra era «pasada de moda». A pesar de estas críticas negativas, la obra se convirtió en un éxito popular, con 122 funciones y disfrutando de numerosas representaciones. La Pimpinela Escarlata se convirtió en una de las obras favoritas del público londinense, con más de 2 000 funciones y convirtiéndose en uno de los espectáculos más populares del Reino Unido. La obra de teatro (y la novela posterior), con su héroe y villano, fueron tan populares que inspiraron un renacimiento de la villanía clásica de la época.
La novela de La Pimpinela Escarlata se publicó dos años después del estreno de la obra y fue un éxito inmediato. Orczy se hizo con seguidores en Gran Bretaña y en todo el mundo. La popularidad de la novela la animó a escribir una serie de secuelas sobre su «intrépido temerario» durante los siguientes 35 años. La obra se presentó con gran éxito en Francia, Italia, Alemania y España, mientras que la novela fue popular en todo el antiguo Imperio británico y se tradujo a 16 idiomas. Posteriormente, la historia se ha adaptado para televisión, cine, un musical y otros medios.  

El éxito comercial de la Pimpinela Escarlata le permitió a Orczy y a su esposo llevar vidas de lujo. A lo largo de los años, vivieron en una finca en Kent, en una bulliciosa casa londinense y en una opulenta villa en Montecarlo. Orczy, concibiendo el personaje mientras estaba de pie en una plataforma del metro de Londres, escribió en su autobiografía, Links in the Chain of Life, que:
Muchas veces me han preguntado: «¿Pero, cómo se le ocurrió La Pimpinela Escarlata?» Y mi respuesta siempre ha sido: «Era la voluntad de Dios que lo hiciera». Y a ustedes, los modernos, que tal vez no sean creyentes como yo, les diré: «En la cadena de mi vida ha habido muchos eslabones, todos los cuales tendieron a llevarme al cumplimiento de mi destino».

### Secuelas
Orczy escribió numerosas secuelas, ninguna de las cuales llegó a ser tan famosa como La Pimpinela Escarlata. Muchas de las secuelas giran en torno a personajes franceses a quienes Sir Percy ha conocido y a quienes intenta rescatar. Sus seguidores, como Lord Tony Dewhurst, Sir Andrew Ffoulkes, Lord Hastings o Armand St. Just (el hermano de Marguerite), también aparecen en su turno en papeles importantes. Además de las secuelas directas sobre Sir Percy y su liga, otros libros relacionados de Orczy incluyen The Laughing Cavalier (1914) y The First Sir Percy (1921), sobre un antepasado de la Pimpinela; Pimpernel and Rosemary (1924), sobre uno de sus descendientes, y The Scarlet Pimpernel Looks at the World (1933), una descripción del mundo de los años treinta desde el punto de vista de Sir Percy. Algunas de sus novelas sobre el período revolucionario, no relacionadas con la saga, hacen con todo referencia a La Pimpinela Escarlata o a la Liga, en particular El águila de bronce (1915).

### Novelas
- The Scarlet Pimpernel (obra de teatro: 1903, novela: 1905)
- I Will Repay (1906)
- The Elusive Pimpernel (1908)
- Eldorado (1913)
- Lord Tony's Wife (1917)
- The Triumph of the Scarlet Pimpernel (1922)
- Sir Percy Hits Back (1927)
- A Child of the Revolution (1932)
- The Way of the Scarlet Pimpernel (1933)
- Sir Percy Leads the Band (1936)
- Mam'zelle Guillotine (1940)

### Colecciones de cuentos
- The League of the Scarlet Pimpernel (1919)
- Adventures of the Scarlet Pimpernel (1929)

### Colecciones
- The Scarlet Pimpernel etc. (1930), colección de cuatro novelas.
- The Gallant Pimpernel (1939), colección de cuatro novelas.
- The Scarlet Pimpernel Omnibus (1952), colección de cuatro novelas.

### Libros relacionados
- The Laughing Cavalier (1913) (sobre un ancestro de La Pimpinela Escarlata)
- The First Sir Percy (1920) (sobre un ancestro de La Pimpinela Escarlata)
- Pimpernel and Rosemary (1924) (sobre un descendiente de La Pimpinela Escarlata)
- The Scarlet Pimpernel Looks at the World (1933) (Sir Percy viendo al mundo en los años 1930).

## Adaptaciones
Varias adaptaciones sirvieron a decenas de películas, series televisivas y comedias musicales sobre el tema, la más recordada de ellas realizada en 1934 y protagonizada por Leslie Howard y Merle Oberon. Otra versión en 1982 fue dirigida por Clive Donner y con la actuación de Anthony Andrews y Jane Seymour.

### Películas
En 1923, Fred Terry y Julia Neilson compraron los derechos de exclusividad para interpretar la obra de teatro basada en La Pimpinela Escarlata. Orczy los demandó en un intento por reclamar derechos separados para su interpretación en películas, pero no tuvo éxito. Como resultado del caso, las personas que controlaban las representaciones teatrales, en virtud de la ley de derechos de autor inglesa, pudieron crear películas con base en los mismos derechos.
- The Scarlet Pimpernel (1917; muda), protagonizada por Dustin Farnum, Winifred Kingston y William Burress
- The Laughing Cavalier (1917; muda)
- The Elusive Pimpernel (1919; muda), protagonizada por Cecil Humphreys, Maire Blanche y Norman Page
- The Triumph of the Scarlet Pimpernel (1928), protagonizada por Matheson Lang
- The Scarlet Pimpernel (1934), protagonizada por Leslie Howard, Merle Oberon y Raymond Massey
- The Return of the Scarlet Pimpernel (1937), protagonizada por Barry K. Barnes, Sophie Stewart y Francis Lister
- "Pimpernel" Smith (1941) (conocida como Mister V en los Estados Unidos), protagonizada por Leslie Howard, Mary Morris y Francis L. Sullivan
- Pimpernel Svensson (1950), protagonizada por Edvard Persson, Aurore Palmgren e Ivar Wahlgren
- The Elusive Pimpernel (1950) (conocida como The Fighting Pimpernel en los Estados Unidos), protagonizada por David Niven, Margaret Leighton y Cyril Cusack
- Don't Lose Your Head (1966) (conocida como Carry On Pimpernel en Estados Unidos), protagonizada por Sid James, Kenneth Williams y Jim Dale
- The Elusive Pimpernel (1969), protagonizada por Anton Rodgers, Diane Fletcher y Bernard Hepton

### Teatro
- The Scarlet Pimpernel (1997), un musical de Broadway de 1997 compuesto por Frank Wildhorn y escrito por Nan Knighton, y protagonizado por Douglas Sills como Sir Percy Blakeney, Christine Andreas como Marguerite Blakeney y Terrence Mann como el Ciudadano Chauvelin
- The Scarlet Pimpernel (2008), una adaptación japonesa estilo Broadway de la popular compañía femenina Takarazuka Revue en Hyogo y Tokio, Japón
- The Scarlet Pimpernel (2016), la versión de Broadway de 1997 traducida al japonés, actuada por la compañía Umeda Art's Theatre en Osaka y Tokio, Japón

### Televisión
- The Scarlet Pimpernel (1955–1956, serie de televisión británica), protagonizada por Marius Goring, Stanley Van Beers y Patrick Troughton
- The Scarlet Pimpernel (1960) (TV)
- Den Røde Pimpernell (1968), serie de televisión noruega, emitida por la NRK (TV)
- The Scarlet Pimpernel (1982) (TV), protagonizada por Anthony Andrews como Sir Percy, Jane Seymour como Marguerite e Ian McKellen (conocido para entonces principalmente como un actor de teatro) como Chauvelin
- The Scarlet Pimpernel, dos series de televisión de tres episodios cada una (1999, 2000): 1) "The Scarlet Pimpernel", "Valentin Gautier" [título en el Reino Unido] y "The Scarlet Pimpernel Meets Madame Guillotine" [título en los Estados Unidos], "The King's Ransom" [título en el Reino Unido], "The Scarlet Pimpernel and the Kidnapped King" [título en los Estados Unidos]; 2) "Ennui", "Friends and Enemies", "A Good Name". Esta producción de la BBC, con Richard E. Grant como el protagonista, Elizabeth McGovern como Marguerite y Martin Shaw como Chauvelin, se tomó muchas libertades con los personajes y la trama, y no fue bien recibida por los fanáticos de los libros.
- The Forecourt Pimpernel (2001) (TV)
- The Black Pimpernel (2006)

### Radio
- Una adaptación de la película de 1934, con Leslie Howard en su papel original y Olivia de Havilland como Marguerite, se produjo en 1938 como parte de la serie Lux Radio Theatre.
- Una serie de radio basada en las novelas protagonizadas por Marius Goring como Blakeney fue producida y distribuida en 1952 y 1953 en NBC bajo la dirección de Harry Alan Towers a través de su productora Towers of London.[13] Esta serie no incluyó el personaje de Marguerite y promovió al personaje de Lord Antony "Tony" Dewhurst como segundo al mando de Blakeney, mientras que el segundo al mando de las novelas, Sir Andrew Ffoulkes, se convirtió en un personaje menor.
- En diciembre de 2017 se transmitió una adaptación en dos partes para BBC Radio 4 con James Purefoy como Sir Percy Blakeney.[14]

## Parodias y referencias en diferentes medios
La novela ha sido parodiada o utilizada como material fuente en una variedad de medios, como películas, televisión, obras teatrales, literatura y juegos:
- Fue parodiada como un cortometraje de dibujos animados de la Warner Bros. de 1950 del Pato Lucas, titulado The Scarlet Pumpernickel (El Pan Integral Escarlata). DC Direct lanzó una figura de acción del Scarlet Pumpernickel en 2006, lo que lo convierte en uno de los pocos juguetes, si no el único, producidos a partir del Pimpinela Escarlata.
- En 1953, tras la gran actuación de Jack Kyle para el equipo nacional de rugby de Irlanda contra Francia en el Torneo de las Seis Naciones de ese año, el periodista deportivo Paul MacWeeney adaptó las líneas de la novela para saludar a Kyle.
- La Pimpinela Escarlata fue parodiada extensamente en la película Don't Lose Your Head de la serie Carry On, que protagonizó Sid James como La Uña Negra, un héroe que ayuda a los aristócratas franceses a escapar de la guillotina mientras se escondía tras la fachada del presuntuoso aristócrata británico Sir Rodney Ffing. También actúa en la cinta Jim Dale como su asistente, Lord Darcy. En la película deben rescatar al absurdamente afeminado aristócrata Charles Hawtrey de las garras del diabólico Ciudadano Camembert (Kenneth Williams) y su compinche, el Ciudadano Bidet (Peter Butterworth).
- La canción de The Kinks de 1966 «Dedicated Follower of Fashion» contiene dos líneas del libro; «lo buscan aquí, lo buscan allá»; estos versos también aparecen en la película de 1993 En el nombre del padre, cuando Gerry Conlon (interpretado por Daniel Day-Lewis) regresa a Belfast con ropa de estilo hippie que compró en Carnaby Street en Londres.
- En la tercera temporada de Blackadder, Blackadder the Third, el episodio «Nob and Nobility» gira en torno al disgusto de Blackadder con la fascinación de la nobleza inglesa por la Pimpinela Escarlata. Tim McInnerny repite una versión de su personaje de «Sir Percy» de las dos series anteriores, como el alter ego de la Pimpinela.
- En la opereta The Desert Song, el heroico "Red Shadow" tiene un alter ego pusilánime inspirado en la Pimpinela Escarlata.
- El personaje fue parodiado en un largo sketch de comedia en The Benny Hill Show (serie 11, episodio 1, 1980). Interpretado por el propio Hill, el "Scarlet Pimple" ("El grano escarlata") pasa la mayoría de su tiempo persiguiendo sin éxito a mujeres que en rescatar personas. Cuando una mujer rechaza repetidamente sus insinuaciones, se va enfadado y de hecho se niega a rescatar a la siguiente mujer, que resulta enviada a la guillotina.
- El equipo canadiense de comedia de Wayne y Shuster creó un sketch de comedia en 1957 basado en la Pimpinela Escarlata llamado The Brown Pumpernickel ("El Pumpernickel Marrón") en el que, en lugar de una flor roja como tarjeta de presentación, el héroe dejaba una barra de pumpernickel.
- En 1972, Burt Reynolds interpretó a la «Pimpinela Lavanda» en el episodio 20 de la quinta temporada de The Carol Burnett Show.
- Sir Percy y Marguerite son mencionados como miembros de una encarnación del siglo XVIII de The League of Extraordinary Gentlemen en las novelas gráficas de ese título de Alan Moore y Kevin O'Neill y hacen una aparición más notable en The Black Dossier, en los relatos tanto de Orlando como de Fanny Hill, con quienes se revela que Percy y Marguerite tuvieron una relación sentimental.
- Una serie de novelas de Lauren Willig, que comienza con The Secret History of the Pink Carnation (2005), narra las aventuras de los compañeros de la Pimpinela Escarlata, incluyendo la Genciana Púrpura (alias de Lord Richard Selwick), espías de la era napoleónica.
- El escritor Geoffrey Trease escribió su novela de aventuras, Thunder of Valmy (1960), en parte como respuesta a las novelas de la Pimpinela Escarlata de Orczy, que según él estaban dando a los niños una imagen engañosa de la Revolución francesa. Thunder of Valmy gira en torno a las aventuras de un niño campesino, Pierre Mercier, durante el inicio de la Revolución, y su persecución por parte de un marqués tiránico.
- El famoso abogado británico Sir Desmond Lorenz de Silva, QC, era a menudo referido por los periódicos de Fleet Street como "la Pimpinela Escarlata", debido a su extraña inclinación por conseguir clientes que enfrentan la pena de muerte fuera del Reino Unido.
- Steve Jackson Games publicó GURPS Scarlet Pimpernel, de Robert Traynor y Lisa Evans, en 1991, un suplemento para jugar usando el sistema de juego de rol GURPS.
- La banda estadounidense Tenacious D lo referencia en su canción «Beelzeboss», cantada por el diablo.
- La escritora Diana Peterfreund se inspiró en La pimpinela escarlata para su libro Across the Star Swept Sea. El personaje principal, Persis Blake, finge ser un aristócrata superficial, mientras que en realidad es el notorio espía The Wild Poppy ("La Amapola Salvaje").
- En el videojuego de 2014 Assassin's Creed: Unity, el protagonista Arno Dorian logra encontrarse con un hombre conocido como Crimson Rose ("La Rosa Carmesí"), el líder de la "Liga Carmesí", una organización realista que salva a los aristócratas de la guillotina. Sin embargo, más tarde se descubre que Crimson Rose es un Templario, y tanto él como la Liga son eliminados por Arno.
- El escritor Dewey Lambdin incluye un homenaje a la Pimpinela Escarlata en su libro King, Ship, and Sword, en el personaje del petimetre Sir Pulteney Plumb, conocido como "El tanaceto amarillo".
- Tarzan Alive: A Definitive Biography of Lord Greystoke, de Philip José Farmer, incluye una biografía definitiva de Lord Greystoke entre la que se incluye al Pimpinela Escarlata como miembro de la familia Wold Newton. Farmer sugiere que Sir Percy estaba presente cuando cayó el meteorito de Wold Cottage cerca de Wold Newton, Yorkshire, Inglaterra, el 13 de diciembre de 1795. Win Scott Eckert escribió dos relatos breves de Wold Newton con la Pimpinela Escarlata, ambos ocurridos en 1795: «Is He in Hell?» y «The Wild Huntsman». Eckert también creó una «genealogía ficticia» para el Pimpinela en su ensayo «El árbol genealógico de Blakeney».
- En la serie animada Los Simpson se hace referencia a la Pimpinela Escarlata en el episodio "E-I-E-I-(Annoyed Grunt)" (quinto episodio de la temporada once), donde la familia Simpson va al cine a ver una película en la que aparece el Pimpinela Escarlata junto al Zorro y los Tres mosqueteros. Además, en el tercer cómic de la serie Bartman, el personaje de Milhouse asume el alter ego del superhéroe The Scarlet Whimpernel ("El Quejoso Escarlata").
- En el episodio de Phineas y Ferb «Druselsteinoween», varios personajes se visten como la Pimpinela Escarlata para una fiesta de Halloween en un castillo. Esto se usa para lograr un efecto cómico, ya que uno de los Pimpinelas usa a los demás como señuelos para evitar a su padre, que desaprueba a su novia porque es la hija de su enemigo jurado.
- En el episodio de Ducktales (2017) «Friendship Hates Magic» se parodia al Pimpinela como el "Pimperbill Escarlata", que Launchpad McQuack confunde con el Pato Darkwing debido al diseño muy similar de los dos personajes.
- En la tira cómica Doonesbury, el personaje llamado «Red Rascal» tiene una trama que parodia al original.